# Crazy Horse de Paris
Le Crazy Horse de Paris (tł. Szalony Koń) – kabaret paryski, założony w 1951, oferujący program rozrywkowy, którego głównym elementem jest taniec erotyczny. Obok Moulin Rouge i Lido jest to najbardziej popularne tego rodzaju miejsce we francuskiej stolicy.